# (33000) Chenjiansheng
(33000) Chenjiansheng est un astéroïde de la ceinture principale.

## Description
(33000) Chenjiansheng est un astéroïde de la ceinture principale. Il fut découvert le 11 février 1997 à la station de Xinglong par le programme Beijing Schmidt CCD Asteroid Program. Il présente une orbite caractérisée par un demi-grand axe de 2,75 UA, une excentricité de 0,17 et une inclinaison de 11,2° par rapport à l'écliptique.

## Compléments